# Arturo Vanbianchi
Arturo Vanbianchi (Milà, 1862 - 1942) fou un compositor italià.
Estudià amb Panzini, Ponchielli i Dominiceti, en el Conservatori de la seva ciutat natal. Des de 1883 fins al 1887 exercí el professorat en l'Instituto Musicale de Bèrgam, i després de la mort de Ponchielli, a Santa Maria Maggiore, des de 1890 fins al 1895 en el Liceo Musicale de Pesaro, que dirigí en morir Pedrotti. També va dirigir el Reale Conservatorio de Parma.
Com a compositor la seva molt estimable obra inclou:
- els poemes simfònics L'evocazione i Cavaliere Olaf,
- un preludi simfònic,
- una Missa solemne,
- un quartet de corda,
- les òperes In alto mare, premiada en el concurs Sonzogno de 1890, Carmela i La nave, estrenada a Gènova el 1899.